# Comuna Velîkîi Trosteaneț
Velîkîi Trosteaneț (în ucraineană Великий Тростянець) este o comună în raionul Poltava, regiunea Poltava, Ucraina, formată din satele Bulanove, Kvitkove, Malîi Trosteaneț, Nîjni Vilșanî, Pojarna Balka, Sapojîne, Velîkîi Trosteaneț (reședința) și Vîșci Vilșanî.

## Demografie
Componența lingvistică a comunei Velîkîi Trosteaneț
     Ucraineană (96,25%)
     Rusă (3,49%)
     Alte limbi (0,15%)
Conform recensământului din 2001, majoritatea populației comunei Velîkîi Trosteaneț era vorbitoare de ucraineană (96,25%), existând în minoritate și vorbitori de rusă (3,49%).